# Rosetta LeNoire
Pour les articles homonymes, voir Rosetta.
Rosetta LeNoire, de son vrai nom Rosetta Olive Burton est une actrice et scénariste américaine, née le 8 août 1911 à Harlem (New York) et morte le 17 mars 2002 à Englewood, dans le New Jersey.

## Biographie
Dans ses dernières années, Rosetta LeNoire souffrait de diabète et meurt des suites de complications de la maladie le 17 mars 2002, à l'âge de 90 ans, alors qu'elle séjournait à l'« Actors' Fund de soins infirmiers et maisons de retraite » à Englewood, New Jersey.
Elle est connue pour avoir joué dans la série La Vie de famille en interprétant le rôle de la mère de Carl Winslow, Estelle Winslow (aussi appelée Mamie Winslow).

## Filmographie
- 1989 - 1998 : La Vie de famille (TV) : Estelle (Mamie) Winslow